# Хабаровская ТЭЦ-1
Хабаровская ТЭЦ-1 — тепловая электростанция в городе Хабаровске. Входит в состав АО «Дальневосточная генерирующая компания» (входит в группу РусГидро), филиал «Хабаровская генерация». Станция обеспечивает до 60% потребления тепловой энергии Хабаровска.

## Конструкция станции
Хабаровская ТЭЦ-1 представляет собой тепловую паротурбинную электростанцию (теплоэлектроцентраль) с комбинированной выработкой электроэнергии и тепла. Станция работает в основном по теплофикационному графику нагрузок с КИУМ около 42%. Установленная мощность электростанции — 435 МВт, установленная тепловая мощность — 1200,2 Гкал/час, располагаемая тепловая мощность — 900,2 Гкал/час. Тепловая схема станции выполнена с поперечными связями по основным потокам пара и воды, ТЭЦ имеет в своём составе две группы основного оборудования с давлением 90 кгс/см² (турбоагрегаты № 1-6) и 130 кгс/см² (турбоагрегаты № 7-9). В качестве топлива используется природный газ сахалинских месторождений, а также каменный и бурый уголь различных месторождений (в частности, Ургальского и Переясловского). Основное оборудование станции включает в себя:
- Турбоагрегат № 1 мощностью 25 МВт, в составе турбины ПР-25/30-90/10/0,9 с генератором ТВ-2-30-2, введен в 1974 году;
- Турбоагрегат № 2 мощностью 30 МВт, в составе турбины ПТ-25/30-90 с генератором ТВ-2-30-2, введен в 1955 году;
- Турбоагрегат № 3 мощностью 25 МВт, в составе турбины ПР-25/30-90/10/0,9 с генератором ТВ-2-30-2, введен в 1976 году;
- Турбоагрегат № 6 мощностью 50 МВт, в составе турбины ПТ-50-90/13 с генератором ТВ-60-2, введен в 1964 году;
- Турбоагрегат № 7 мощностью 100 МВт, в составе турбины Т-100-130 с генератором ТВФ-100-2, введен в 1967 году;
- Турбоагрегат № 8 мощностью 100 МВт, в составе турбины Т-100-130 с генератором ТВФ-100-2, введен в 1969 году;
- Турбоагрегат № 9 мощностью 105 МВт, в составе турбины Т-100/120-130 с генератором ТВФ-120-2, введен в 1972 году.

Пар для турбоагрегатов вырабатывают 14 энергетических котлов: три ТП-170-100, один БКЗ-160-100, два БКЗ-220-100 и восемь БКЗ-210-140. Также имеются три водогрейных котла ПТВМ-100, работающих на мазуте; в связи с дороговизной топлива, эти котлы не эксплуатируются и находятся на консервации с 1996—1998 годов, по своему техническому состоянию котлы пришли в негодность и не могут быть введены в работу. Система технического водоснабжения Хабаровской ТЭЦ-1 оборотная, охладителями воды являются брызгальный бассейн емкостью 7280 м³ и пять градирен площадью орошения по 1600 м² каждая. Исходная вода подается из р. Амур насосами береговой насосной станции. Выдача электроэнергии в энергосистему производится с закрытых распределительных устройств (ЗРУ) по линиям электропередачи напряжением 110 и 35 кВ:
- ВЛ 110 кВ Хабаровская ТЭЦ-1 — ПС Южная, 2 цепи (С-1 и С-2);
- ВЛ 110 кВ Хабаровская ТЭЦ-1 — ПС Горький, 2 цепи (С-3 и С-4);
- ВЛ 110 кВ Хабаровская ТЭЦ-1 — ПС Корфовская, 2 цепи (С-5 и С-6);
- ВЛ 110 кВ Хабаровская ТЭЦ-1 — ПС РЦ, 2 цепи (С-7 и С-8);
- ВЛ 35 кВ Хабаровская ТЭЦ-1 — ПС СМ, 2 цепи (Т-1 и Т-2);
- ВЛ 35 кВ Хабаровская ТЭЦ-1 — ПС БН, 2 цепи (Т-3 и Т-4);
- ВЛ 35 кВ Хабаровская ТЭЦ-1 — ПС Трампарк, 2 цепи (Т-5 и Т-6);
- КЛ 35 кВ Хабаровская ТЭЦ-1 — ПС Индустриальная, 2 цепи (Т-82 и Т-83).

Сооружения и оборудование Хабаровской ТЭЦ-1
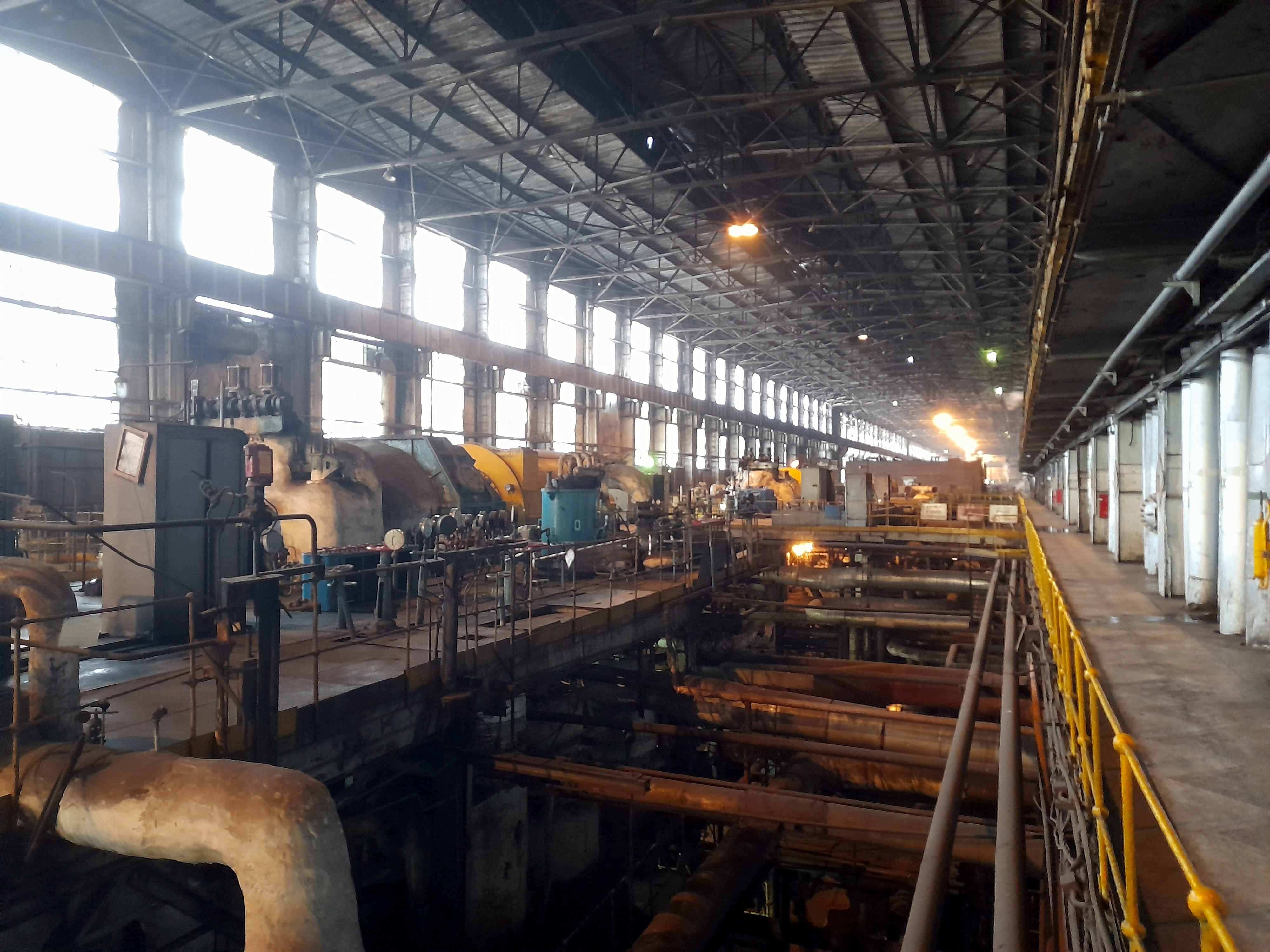
Турбинный зал
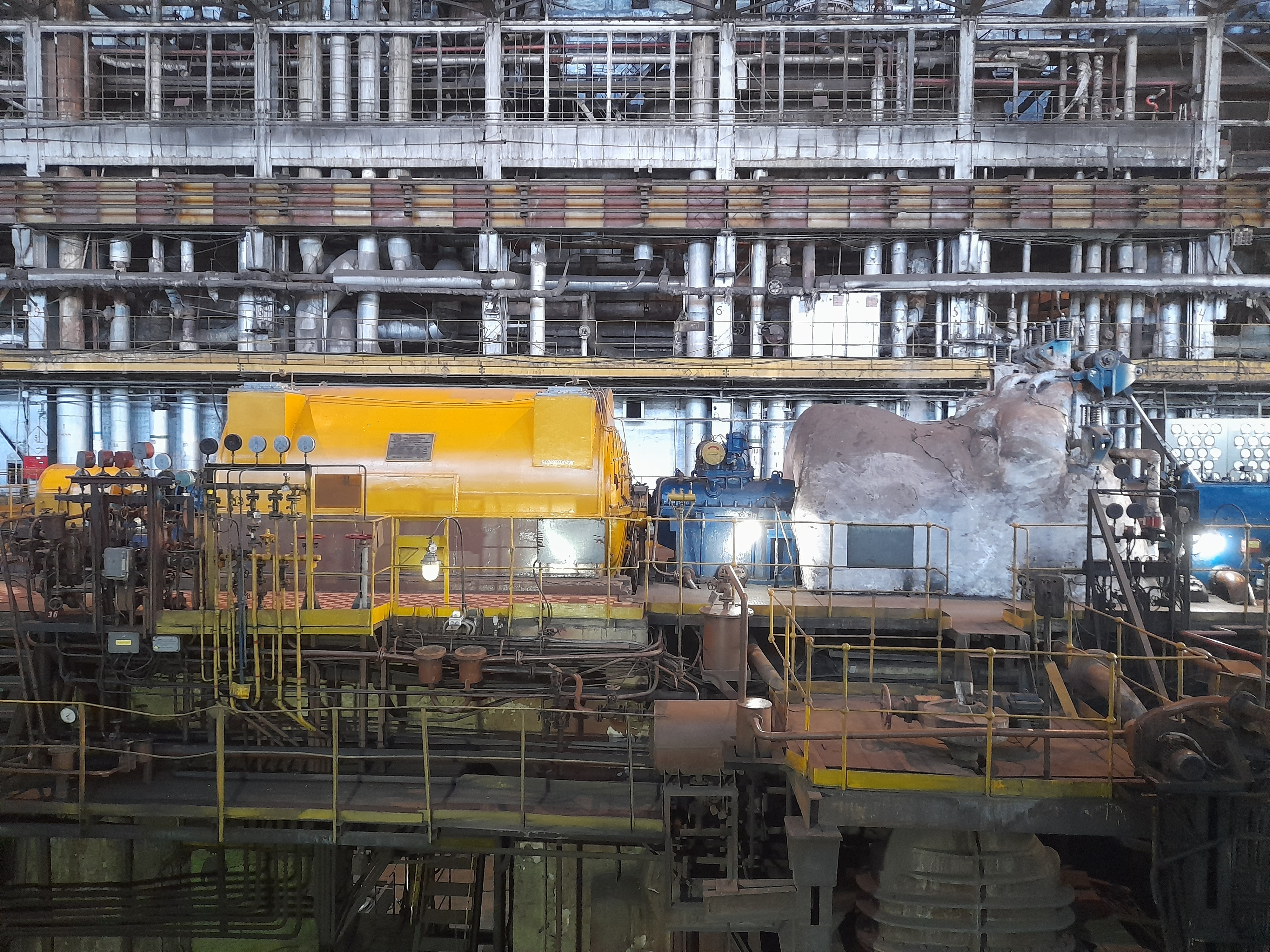
Турбоагрегат
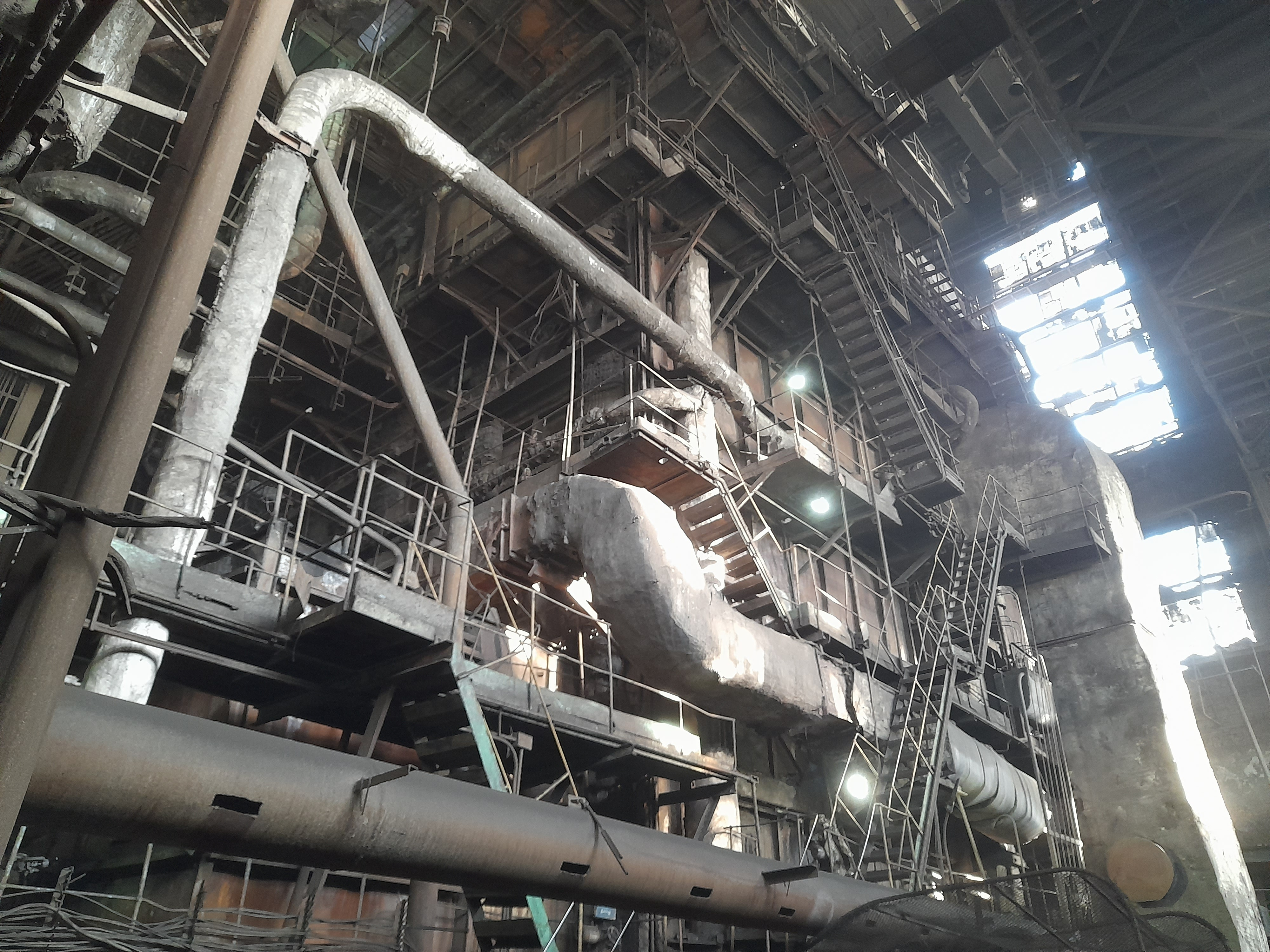
Котлоагрегат № 1
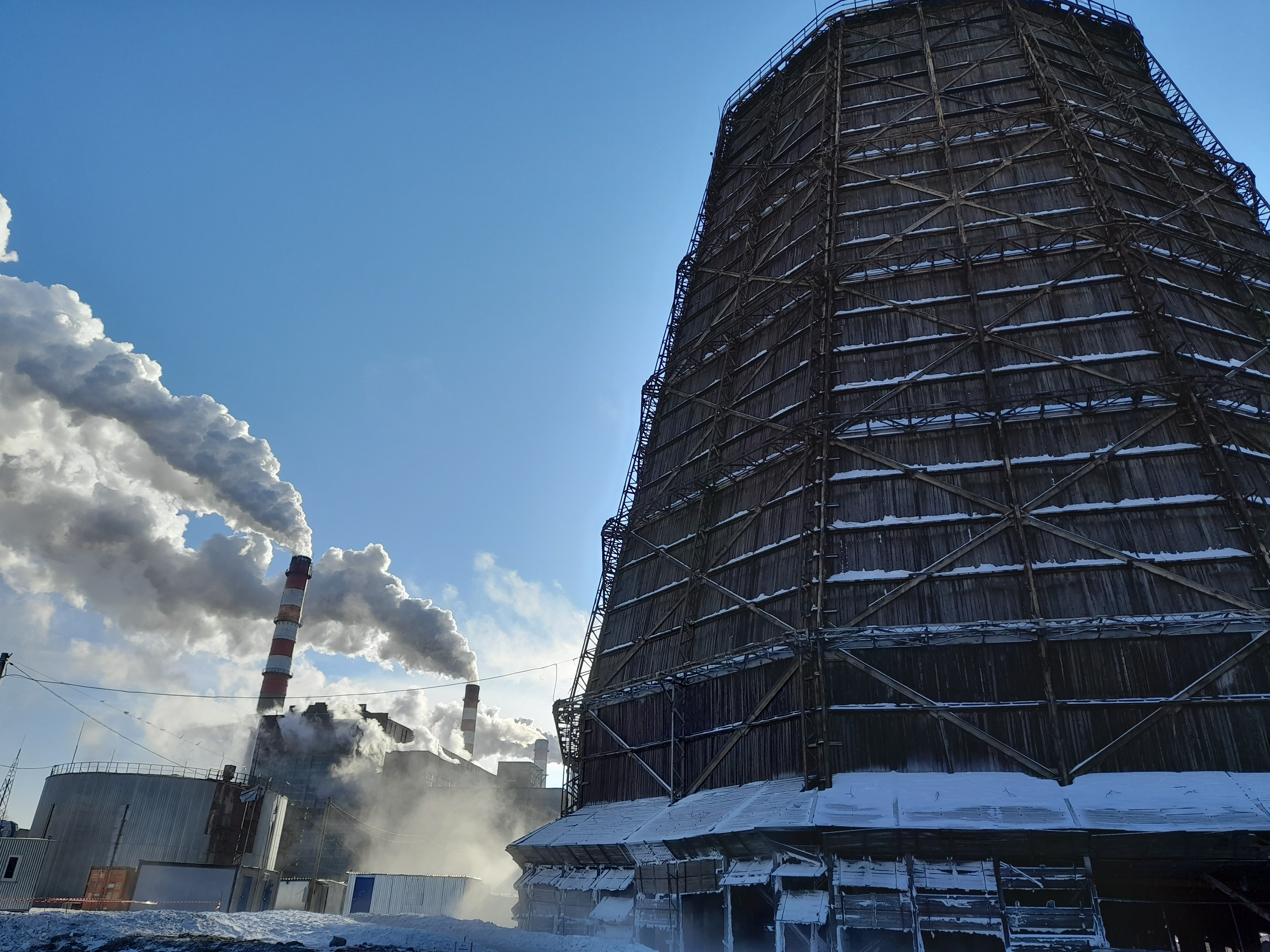
Градирня
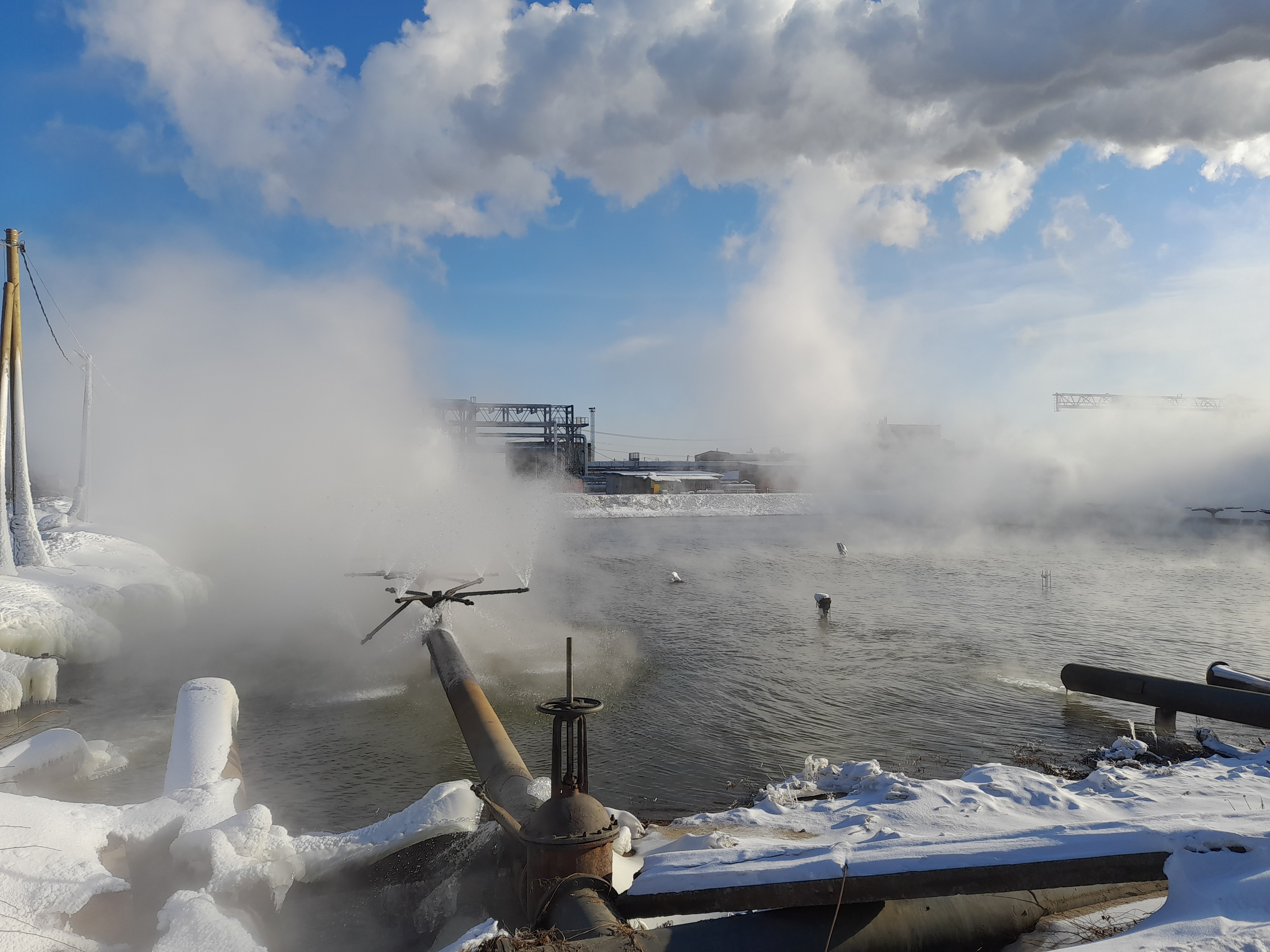
Брызгательный бассейн
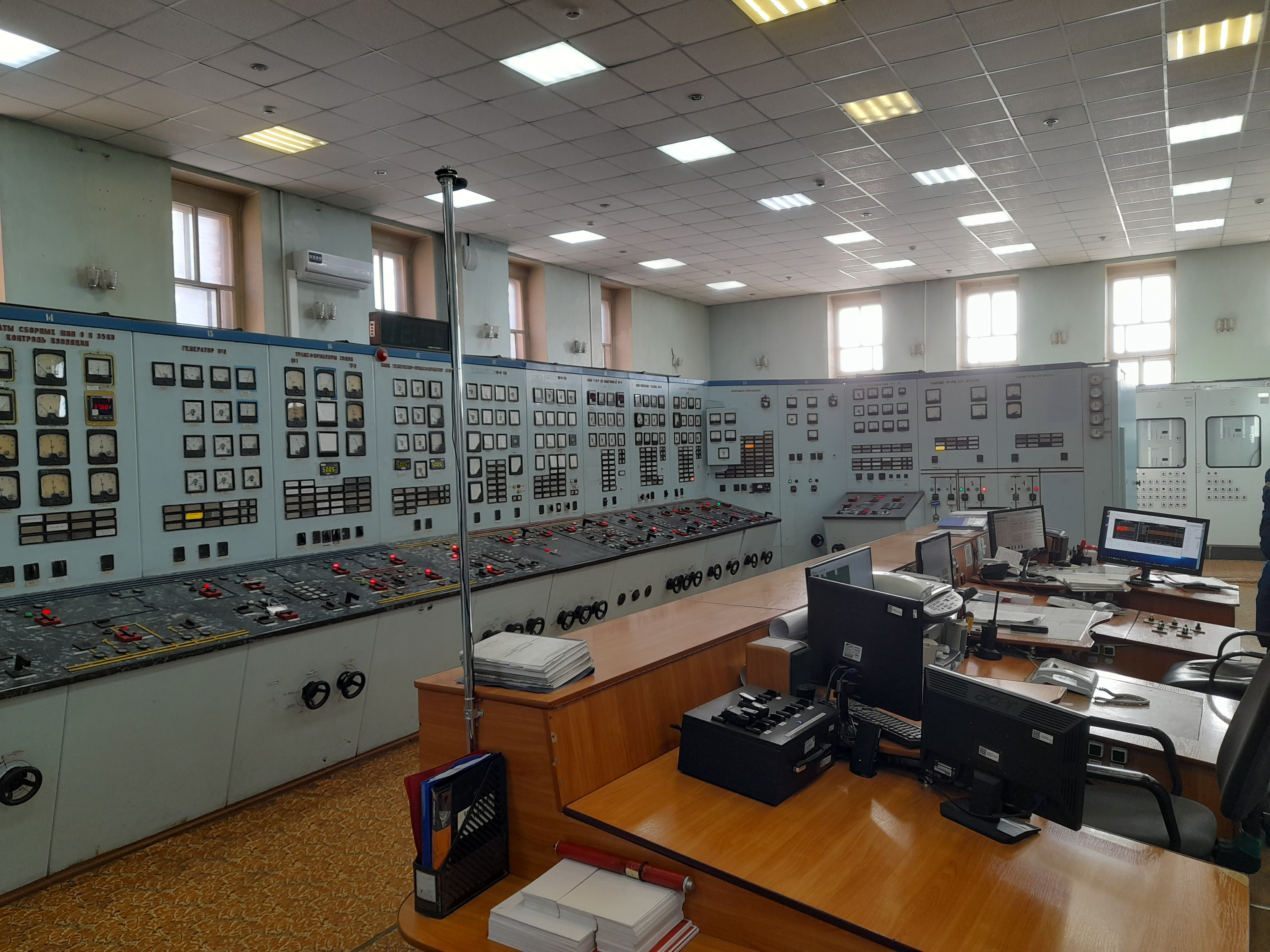
Центральный пульт управления

## История строительства и эксплуатации
Площадка для строительства Хабаровской ТЭЦ-1 была выбрана в 1936 году, но начатое строительство было остановлено в 1941 году. В 1949 году строительство возобновляется, проект станции перерабатывается институтом «Теплоэлектропроект» в сторону увеличения мощности — вместо исходных 24 МВт планируется строительство ТЭЦ мощностью 125 МВт (5 агрегатов по 25 МВт). Первый турбоагрегат Хабаровской ТЭЦ-1 был введён в эксплуатацию 28 сентября 1954 года. В дальнейшем станция постоянно расширялась, в итоге к 1972 году на ней было установлено 9 турбин и 16 котлов разных марок, мощность Хабаровской ТЭЦ-1 достигла 485 МВт. Позднее часть устаревших турбоагрегатов была выведена из эксплуатации и мощность станции несколько снизилась. С 2005 года начата работа по переводу котлов на природный газ, в 2006 году был переведен первый котел, в конце 2018 года — девятый. В результате потребление угля сократилось втрое, что благоприятно сказалось на экологических параметрах работы станции. До 2007 года Хабаровская ТЭЦ-1 входила в состав ОАО «Хабаровскэнерго», в настоящее время является структурным подразделением филиала «Хабаровская генерация» АО «ДГК».
Сооружения и оборудование Хабаровской ТЭЦ-1 устарели и достигли высокой степени износа. Модернизация станции признана нецелесообразной, в 2020-х годах планируется вывод её из эксплуатации со строительством на той же площадке замещающей Хабаровской ТЭЦ-4 мощностью 321 МВт. Подготовительные работы на стройплощадке начаты в июле 2021 года.